# Kiliatl
Kiliatl (en rus: Килятль) és un poble del Daguestan, a Rússia, que el 2019 tenia 1.004 habitants. Pertany al districte rural de Mekhelta.